# Blevaincourt
Blevaincourt település Franciaországban, Vosges megyében. Lakosainak száma 91 fő (2022. január 1.). Blevaincourt Robécourt, Rozières-sur-Mouzon, Sauville, Villotte, Champigneulles-en-Bassigny, Chaumont-la-Ville, Germainvilliers, Damblain, Tollaincourt és Tollaincourt községekkel határos.

## Népesség
A település népességének változása:
| Lakosok száma | 102  | 104  | 107  | 108  | 103  | 98   | 93   | 93   | 91   |
|               | 2013 | 2015 | 2016 | 2017 | 2018 | 2019 | 2020 | 2021 | 2022 |